# Pavel Miloš
Pavel Miloš (* 26. července 1979) je český basketbalista hrající Národní basketbalovou ligu za tým BK Pardubice. Hraje na pozici křídla.
Je vysoký 200 cm, váží 90 kg.
Od roku 1998 je členem širšího kádru basketbalové reprezentace.

## Kariéra

### Kluby
- 1996-2005 : BC Sparta Praha
  - za 9 sezón odehrál za Spartu Praha v Mattoni NBL celkem 229 zápasů (6968 min., průměr na zápas 30,4 min.), dál v nich 3797 bodů (průměr na zápas 16,6), z toho 601 dvojek (úspěšnost střelby 51,1 %), 547 trojek (40,1 %), 954 trestných hodů (84,7 %), dále 926 doskočených míčů (4,0) a 987 získaných faulů (4,3). Svými výkony se tak řadí k nejúspěšnějším hráčům historie basketbalu Sparty.
  - Střelecký rekord ligy: 12.10.2002 v utkání Sparta Praha - BK SČP Ústí n.L. (91:62) posunul rekord ligy Mattoni NBL na 45 bodú v zápase, přitom měl úspěšnost střelby za dva body 5 ze 7 pokusů, trojky 9/16 a trestné hody 8/9 [1], [2].
  - 18.12.2004 v utkání Mattoni NBL Sparta Praha - BK Pardubice (111:99) se zlepšil na 47 bodů (dvojky 6/10, trojky 6/14, trestné hody 17/18)[3].
  - 30.12.2004 v utkání Mattoni NBL Sparta Praha - BK SČP Ústí n.L. (102:79) se zlepšil na 49 bodů (dvojky 2/3, trojky 13/20, trestné hody 6/6)[4]
  - Více než 40 bodů za Spartu Praha v utkání ligy Mattoni NBL zaznamenal celkem v 8x, kromě uvedených tří rekordních výkonů ještě 2x 43, 2x 42 a 1x 41 bodů.
- FIBA Pohár Korač
  - za tým Sparta Praha účast v 6 ročnících soutěže a to : 1996/97 (1 zápas, 13 bodů), 1997/98 (8 zápasů, 95 bodů), 1998/99 (8 zápasů, 106 bodů),1999/2000 (7 zápasů, 98 bodů), 2000/01 (2 zápasy, 15 bodů), 2001/02 (2 zápasy, 34 bodů), celkem 28 zápasů, 350 bodů, průměr 12,5 bodu na zápas
- NBA
  - Pavel Miloš byl v roce 2001 kandidátem Draftu do NBA[5] a v roce 2005 za klub NBA Detroit Pistons hrál letní ligu 2005 Reebok Vegas Summer League

- AC Sparta Praha
  - Pavel Miloš byl v roce 2003 vyhlášen nejlepším sportovcem celé Asociace sportovních klubů AC Sparta Praha
- 2005-2007 : BK Prostějov
  - FIBA EuroCup, za BK Prostějov, 2 ročníky: 2005/06 (3 zápasy, 27 bodů), 2006-2007 (6 zápasů, 23 bodů), celkem 9 zápasů, 50 bodů, průměr 5,5 bodu na zápas

- 2007-2009 : BK Děčín
- 2009-2011: BK Pardubice
- 2011-2013: Tuři Svitavy
- 2013: Sokol Vyšehrad (trenér)

### Rekord Mattoni NBL - trojky
Pavel Miloš je držitelem rekordu ligy Mattoni NBL počtem 13 trojek (z 20 pokusů) v utkání 30.12.2004 Sparta Praha - BK SČP Ústí n.L. (102:79), v němž zaznamenal celkem 49 bodů. Dále dal 10 trojek (z 18 pokusů) v utkání 20.03.2004 Sparta Praha - Triga Brno (96:82), 9 trojek (ze 16 pokusů) v utkání 12.10.2002 Sparta Praha - BK SČP Ústí nad Labem (91:62) a 7x 8 trojek v dalších utkáních ligy Mattoni NBL (z toho 3x za Spartu Praha, 3x za Pardubice a 1x za Děčín).

### Česká republika
- Mistrovství Evropy: 2003 (kvalifikace 3 zápasy, 17 bodů, semifinálová skupina 5 zápasů, 70 bodů)
- Mistrovství Evropy: 2005 (12 zápasů, 98 bodů)
- Mistrovství Evropy: 2007 (3 zápasy, 6 bodů)

celkem za reprezentační družstvo České republiky: 23 zápasů, 191 bodů, průměr 8,3 bodu na zápas

## Statistiky
| Sezóna  | Soutěž      | Klub         | Odehrané minuty | Průměr na zápas | Body | Průměr na zápas |
| ------- | ----------- | ------------ | --------------- | --------------- | ---- | --------------- |
| 1996/97 | Mattoni NBL | Sparta Praha |                 |                 |      |                 |
| 1997/98 | Mattoni NBL | Sparta Praha |                 |                 |      |                 |
| 1998/99 | Mattoni NBL | Sparta Praha | 835.2           | 23.9            | 442  | 12.6            |
| 1999/00 | Mattoni NBL | Sparta Praha | 691.0           | 31.4            | 320  | 14.5            |
| 2000/01 | Mattoni NBL | Sparta Praha | 1128.8          | 33.2            | 560  | 16.5            |
| 2001/02 | Mattoni NBL | Sparta Praha | 1210.7          | 31.9            | 697  | 18.3            |
| 2002/03 | Mattoni NBL | Sparta Praha | 807.9           | 35.1            | 551  | 24.0            |
| 2003/04 | Mattoni NBL | Sparta Praha | 1112.4          | 33.7            | 659  | 20.0            |
| 2004/05 | Mattoni NBL | Sparta Praha | 1144.4          | 35.8            | 824  | 25.8            |
| Celkem  | Mattoni NBL | Sparta Praha | 6968            | 30,4            | 3797 | 16,6            |
| 2005/06 | Mattoni NBL | BK Prostejov | 721.6           | 20.6            | 347  | 9.9             |
| 2006/07 | Mattoni NBL | BK Prostějov | 1185,6          | 23,3            | 532  | 10,4            |
| 2007/08 | Mattoni NBL | BK Děčín     | 1180,3          | 26,2            | 515  | 11,4            |
| 2008/09 | Mattoni NBL | BK Děčín     | 958,6           | 21,8            | 446  | 10,1            |
| 2009/10 | Mattoni NBL | BK Pardubice | 827,4           | 21,2            | 465  | 11,9            |
| 2010/11 | Mattoni NBL | BK Pardubice | 139,7           | 8,2             | 77   | 4,5             |
| 2011/12 | Mattoni NBL | Tuři Svitavy | 1051,9          | 25,7            | 353  | 8,6             |
| 2012/13 | Mattoni NBL | Tuři Svitavy | 660,1           | 19,4            | 232  | 6,8             |
|         | Mattoni NBL | CELKEM       |                 |                 |      |                 |

| Sezóna  | Soutěž      | Klub         | Odehrané minuty | Průměr na zápas | Body | Průměr na zápas |
| ------- | ----------- | ------------ | --------------- | --------------- | ---- | --------------- |
| 2004/05 | Český pohár | Sparta Praha | 85.7            | 28.6            | 74   | 24.7            |
| 2005/06 | Český pohár | BK Prostějov | 15.5            | 15.5            | 9    | 9.0             |
|         | Český pohár |              |                 |                 |      |                 |
|         | Český pohár | CELKEM       |                 |                 |      |                 |